# Dušan Rajović
Dušan Rajović (serbisch-kyrillisch Душан Рајовић; * 19. November 1997 in Kraljevo) ist ein serbischer Radrennfahrer.

## Sportlicher Werdegang
Nach ersten Erfolgen als Junior wurde Rajović 2015 erstmals Serbischer Meister in der Elite im Einzelzeitfahren, bis 2021 folgten vier weitere nationale Titel. Zur Saison 2017 wurde er Mitglied im UCI Continental Team Adria Mobil. Für das Team erzielte er bis 2019 eine Reihe von Erfolgen auf der UCI Europe Tour und der UCI Asia Tour.
Zur Saison 2020 wechselte Rajović zum UCI ProTeam Nippo Delko Provence. Mit dem Team erzielte er bei der Serbien-Rundfahrt 2020 seinen nächsten Erfolg, als er die dritte Etappe gewann.
Zur Saison 2022 verließ Rajović das Team Delko und wurde Mitglied im neu gegründeten italienischen Continental Team Corratec. Erstmals wurde er nationaler Meister sowohl im Straßenrennen als auch im Einzelzeitfahren. Durch seine Titel und vier weitere Erfolge empfahl er sich für einen neuen Vertrag als Rad-Profi, so dass er zur Saison 2023 Mitglied im Team Bahrain Victorious wurde. In seiner Zeit bei dem UCI WorldTeam wurde er jeweils einmal nationaler Meister im Straßenrennen und Einzelzeitfahren und konnte mit einem Etappensieg bei der Tour of Huangshan einen internationalen Sieg feiern.
Im Jahr 2025 kehrte er zum ehemaligen Team Corratec zurück, das zwischenzeitlich als UCI ProTeam unter dem Namen Solution Tech-Vini Fantini fährt. Für dieses gewann er zum zu Beginn der Saison jeweils eine Etappe und die Punktewertung der Tour of Sharjah und Istrian Spring Tour. Nachdem er auch einen Abschnitt der Tour of Hainan für sich entschieden hatte, sicherte er sich mit zwei Etappensiegen die Gesamtwertung von Belgrade Banjaluka, ehe er in Japan das Wakayama Castle Criterium gewann und sich auf zwei Etappen und in der Punktewertung der Tour de Kumano durchsetzte.

## Erfolge
2014
- Serbischer Meister – Einzelzeitfahren (Junioren)
- Gesamtwertung und zwei Etappen Belgrade Trophy Milan Panić
- Gesamtwertung, zwei Etappen und Bergwertung Memorial Dimitar Yankov

2015
- eine Etappe Grand Prix Rüebliland
- Serbischer Meister – Straßenrennen und Einzelzeitfahren (Junioren)

2016
- Serbischer Meister – Einzelzeitfahren

2017
- Kroatien-Slowenien
- eine Etappe Tour of Qinghai Lake
- Serbischer Meister – Einzelzeitfahren

2018
- Kroatien-Slowenien
- eine Etappe und Punktewertung Tour of Qinghai Lake
- Serbischer Meister – Straßenrennen
- Grand Prix Slovenian Istria

2019
- Serbischer Meister – Straßenrennen
- eine Etappe Kroatien-Rundfahrt
- eine Etappe Tour of Bihor - Bellotto
- International Rhodes Grand Prix
- eine Etappe International Tour of Rhodes

2020
- eine Etappe Serbien-Rundfahrt

2021
- Serbischer Meister – Straßenrennen

2022
- eine Etappe Vuelta al Táchira
- eine Etappe Tour of Antalya
- Poreč Trophy
- Serbischer Meister – Straßenrennen und Einzelzeitfahren
- eine Etappe Vuelta Ciclista a Venezuela

2023
- Serbischer Meister – Straßenrennen

2024
- Serbischer Meister – Einzelzeitfahren
- eine Etappe Tour of Huangshan

2025
- eine Etappe und Punktewertung Tour of Sharjah
- eine Etappe und Punktewertung  Istrian Spring Tour
- eine Etappe Tour of Hainan
- Gesamtwertung und zwei Etappen Belgrade Banjaluka
- zwei Etappen und Punktewertung Tour de Kumano
- Serbischer Meister – Einzelzeitfahren
- zwei Etappen Trans-Himalaya Cycling Race